# 钱昆 (宋朝)
錢昆（10世纪?—11世纪?），字裕之，餘杭人。五代吴越王钱弘倧之子，錢易之兄，北宋官员。
太宗淳化三年（992年）進士，为楚州宝应县主簿。官至右谏议大夫，以秘书监致仕。喜吃螃蟹，曰：“但得有蟹，无通判处，足慰素愿也。”有《谏议诗文集》十卷，已佚。